# Competência linguística
A competência lingüística é o sistema de conhecimento lingüístico possuído por falantes nativos de uma língua. Distingue-se do desempenho linguístico, que é a forma como um sistema de linguagem é usado na comunicação. Noam Chomsky introduziu este conceito em sua elaboração da gramática gerativa, onde foi amplamente adotado e a competência é o único nível de linguagem que é estudado.
De acordo com Chomsky, competência é o sistema de linguagem ideal que permite aos falantes produzir e compreender um número infinito de sentenças em sua língua e distinguir sentenças gramaticais de sentenças não gramaticais. Isso não é afetado por "condições gramaticalmente irrelevantes", como erros de fala. Na visão de Chomsky, a competência pode ser estudada independentemente do uso da linguagem ("desempenho"), por exemplo, por meio de introspecção e julgamentos de gramaticalidade por falantes nativos.
Muitos outros linguistas - funcionalistas, linguistas cognitivos, psicolinguistas, sociolinguistas e outros - rejeitaram essa distinção, criticando-a como um conceito que considera o trabalho empírico irrelevante, deixando de fora muitos aspectos importantes do uso da linguagem. Além disso, argumentou-se que a distinção é freqüentemente usada para excluir dados reais que são, nas palavras de William Labov, "inconvenientes de manusear" dentro da teoria gerativista.

## Competência versus desempenho
A teoria lingüística está preocupada principalmente com um locutor-ouvinte ideal, em uma comunidade de fala completamente homogênea, que conhece sua linguagem (da comunidade de fala) perfeitamente e não é afetado por condições gramaticalmente irrelevantes como limitações de memória, distrações, mudanças de atenção e interesse, e erros (aleatórios ou característicos) na aplicação de seu conhecimento dessa linguagem no desempenho real. ~ (tradução livre) Chomsky, 1965  (página 3)
Chomsky diferencia competência, que é uma capacidade idealizada, de desempenho,  a produção de enunciados reais. Segundo ele, competência é o conhecimento ideal do falante-ouvinte de sua língua e é a 'realidade mental' a responsável por todos aqueles aspectos do uso da língua que podem ser caracterizados como ' linguísticos '.  Chomsky argumenta que  em uma situação idealizada em que o falante-ouvinte não seja afetado por condições gramaticalmente irrelevantes, como limitações de memória e distrações, o desempenho será um reflexo direto de competência. Uma amostra de fala natural consistindo em vários começos falsos e outros desvios não fornecerá tais dados. Portanto, ele afirma que uma distinção fundamental deve ser feita entre competência e desempenho.
Chomsky rejeitou as críticas de delimitar o estudo do desempenho em favor do estudo da competência subjacente, como injustificado e completamente mal direcionado. Ele afirma que a limitação descritivista de princípio para classificar e organizar dados, a prática de "extrair padrões" de um corpus de fala observada e a descrição de "hábitos de fala" são fatores centrais que impedem o desenvolvimento de uma teoria do desempenho real . 

### Outros gerativistas
Competência linguística é tratada como um termo mais abrangente para lexicalistas, como Jackendoff e Pustejovsky, dentro da escola de pensamento gerativista. Eles assumem um léxico modular, um conjunto de entradas lexicais contendo informações semânticas, sintáticas e fonológicas consideradas necessárias para analisar uma frase. Na visão lexicalista gerativa, essa informação está intimamente ligada à competência linguística. No entanto, seus modelos ainda estão em linha com a pesquisa gerativa dominante em aderir a forte inatismo, modularidade e autonomia de sintaxe.

#### Ray S. Jackendoff
O modelo de Ray S. Jackendoff se desvia da gramática gerativa tradicional, pois não trata a sintaxe como o principal componente gerador a partir do qual o significado e a fonologia são desenvolvidos, ao contrário de Chomsky. Segundo ele, uma gramática gerativa consiste em cinco componentes principais: o léxico, o componente de base, o componente transformacional, o componente fonológico e o componente semântico. Contra a visão centrada na sintaxe da gramática gerativa (sintactocentrismo), ele trata especificamente a fonologia, a sintaxe e a semântica como três processos gerativos paralelos, coordenados por meio de processos de interface. Ele ainda subdivide cada um desses três processos em várias "camadas", elas mesmas coordenadas por interfaces. No entanto, ele esclarece que essas interfaces não são sensíveis a todos os aspectos dos processos que coordenam. Por exemplo, a fonologia é afetada por alguns aspectos da sintaxe, mas não vice-versa.

#### James Pustejovsky
Em contraste com a visão estática do significado da palavra (onde cada palavra é caracterizada por um número predeterminado de sentidos de palavra), que impõe um enorme gargalo na capacidade de desempenho de qualquer sistema de processamento de linguagem natural, Pustejovsky propõe que o léxico se torne um componente ativo e central na descrição linguística. A essência de sua teoria é que o léxico funciona gerativamente, primeiro fornecendo um vocabulário rico e expressivo para caracterizar a informação lexical; a seguir, desenvolvendo uma estrutura para manipular distinções refinadas em descrições de palavras; e, finalmente, ao formalizar um conjunto de mecanismos de composição especializada de aspectos de tais descrições de palavras, à medida que ocorrem no contexto, são gerados sentidos estendidos e novos.

#### Katz & Fodor
Katz e Fodor sugerem que uma gramática deve ser pensada como um sistema de regras relacionando a forma externalizada das sentenças de uma língua a seus significados que devem ser expressos em uma representação semântica universal, assim como os sons são expressos em uma representação semântica universal . Eles esperam que, ao tornar a semântica uma parte explícita da gramática gerativa, estudos mais incisivos do significado sejam possíveis. Uma vez que assumem que as representações semânticas não são formalmente semelhantes à estrutura sintática, eles sugerem que uma descrição linguística completa deve, portanto, incluir um novo conjunto de regras, um componente semântico, para relacionar os significados à estrutura sintática e / ou fonológica. Sua teoria pode ser refletida por seu slogan "descrição linguística menos gramática é igual a semântica".

## Áreas de Estudos Relacionadas
A competência linguística é comumente usada e discutida em muitos estudos de aquisição de idiomas. Algumas das mais comuns são na aquisição de línguas de crianças, afásicos e multilíngues.

### Linguagem infantil
A visão Chomskyana de aquisição da linguagem argumenta que os humanos têm uma capacidade inata - a gramática universal - de adquirir a linguagem. No entanto, uma lista de aspectos universais subjacentes a todas as línguas tem sido difícil de identificar.
Outro ponto de vista, defendido por cientistas especializados na aquisição da linguagem, como Tomasello, argumenta que a linguagem das crianças pequenas é concreta e baseada em itens, o que implica que sua fala é baseada nos itens léxicos conhecidos do ambiente e na linguagem de seus cuidadores. Além disso, as crianças não produzem afirmações criativas sobre experiências passadas e expectativas futuras porque não tiveram exposição suficiente à sua língua alvo para fazê-lo. Assim, isto indica que a exposição à linguagem desempenha mais um papel na competência linguística de uma criança do que apenas suas habilidades inatas.

### Afasia
Afasia refere-se a uma família de desordens clinicamente diversas que afetam a capacidade de comunicar-se oralmente ou na linguagem escrita, podendo ser os dois, dependendo do dano cerebral.
Na afasia, o dano neurológico inerente é frequentemente assumido como uma perda de competência linguística implícita que danificou ou eliminou centros neurais ou caminhos necessários para a manutenção das regras e representações linguísticas necessárias para a comunicação. A medida da competência linguística implícita, embora aparentemente necessária e satisfatória para a teoria da linguística, é complexamente entrelaçada com fatores de desempenho. Transiência, estimulação e variabilidade no uso da linguagem afásica fornecem evidências para um modelo de déficit de acesso que suporta a perda de desempenho.

### Multilinguismo
A definição de multilíngue é uma definição que nem sempre tem sido muito clara. Na definição de um multilíngue, a pronúncia, morfologia e sintaxe usada pelo falante no idioma são critérios-chave usados na avaliação. Às vezes, o domínio do vocabulário também é levado em consideração, mas não é o critério mais importante, pois pode-se adquirir o léxico no idioma sem conhecer o uso adequado do mesmo.
Ao discutir a competência linguística de um multilíngue, tanto a competência comunicativa quanto a competência gramatical são frequentemente levadas em consideração, pois é imperativo que um falante tenha o conhecimento para usar o idioma corretamente e com precisão. Para testar a competência gramatical em um falante, são usados com frequência julgamentos de gramática de afirmações. A competência comunicativa, por outro lado, é avaliada através do uso de afirmações apropriadas em diferentes contextos.

### Entendendo o humor
A linguagem é frequentemente implicada no humor. Por exemplo, a ambiguidade estrutural das sentenças é uma fonte chave para piadas. Veja a linha de Groucho Marx da Animal Crackers: "Uma manhã disparei um elefante em meu pijama; como ele entrou em meu pijama eu nunca saberei". A piada é engraçada porque a frase principal poderia teoricamente significar que (1) o locutor, enquanto usava pijama, atirou num elefante ou (2) o locutor atirou num elefante que estava dentro de seu pijama.
Propostas de linguistas como Victor Raskin e Salvatore Attardo foram feitas afirmando que existem certos mecanismos lingüísticos (parte de nossa competência linguística) subjacentes a nossa capacidade de entender o humor e determinar se algo foi feito para ser uma piada. Raskin apresenta uma teoria semântica formal do humor, que agora é amplamente conhecida como a teoria semântica do humor (SSTH). A teoria semântica do humor é projetada para modelar a intuição do falante nativo com relação ao humor ou, em outras palavras, sua competência em humor. A teoria modela e assim define o conceito de humor e é formulada para uma comunidade ideal de falantes, ou seja, para pessoas cujos sentidos de humor são exatamente idênticos. A teoria semântica do humor de Raskin consiste em dois componentes - o conjunto de todos os roteiros disponíveis para os oradores e um conjunto de regras combinatórias. O termo "roteiro" usado por Raskin em sua teoria semântica é usado para se referir ao significado lexical de uma palavra. A função das regras combinatórias é então combinar todos os significados possíveis dos roteiros. Portanto, Raskin postula que estes são os dois componentes que nos permitem interpretar o humor.

## Críticas
Uma ampla frente de linguistas criticou a noção de competência linguística, muitas vezes severamente. Funcionalistas, que defendem uma abordagem linguística baseada no uso, argumentam que a competência linguística é derivada e informada pelo uso da linguagem (desempenho), tendo a visão diretamente oposta ao modelo generativo. Como resultado, nas teorias funcionalistas a ênfase é colocada em métodos experimentais para compreender a competência linguística dos indivíduos.
Os sociolinguistas argumentaram que a distinção competência / desempenho serve basicamente para privilegiar dados de certos gêneros linguísticos e registros sociolinguísticos como usados pelo grupo de prestígio, enquanto desconta evidências de gêneros e registros de baixo prestígio como sendo simplesmente mau desempenho.
O famoso linguista John Lyons, que trabalha com semântica, disse:
O uso de Chomsky do termo desempenho para abranger tudo o que não se enquadra no âmbito de um conceito deliberadamente idealizado e teoricamente restrito de competência linguística foi talvez infeliz.
Dell Hymes, citando Lyons como acima, diz que "provavelmente agora há uma aceitação generalizada" da declaração acima.
Muitos lingüistas, incluindo MAK Halliday e Labov, argumentaram que a distinção competência / desempenho torna difícil explicar a mudança de linguagem e a gramaticalização, que podem ser vistas como mudanças no desempenho ao invés de competência.
Outra crítica ao conceito de competência linguística é que ele não se ajusta aos dados do uso real, onde a felicidade de um enunciado muitas vezes depende muito do contexto comunicativo.
O neurolinguista Harold Goodglass argumentou que desempenho e competência estão interligados na mente, uma vez que, "como o armazenamento e a recuperação, estão inextricavelmente ligados a danos cerebrais".

A Lingüística Cognitiva é uma coleção de sistemas que dá mais peso à semântica e considera todos os fenômenos de uso, incluindo metáforas e mudanças de linguagem. Aqui, vários pioneiros como George Lakoff, Ronald Langacker e Michael Tomasello se opuseram fortemente à distinção de competência-desempenho. O texto de Vyvyan Evans e Melanie Green escreve:
"Ao rejeitar a distinção entre competência e desempenho, os linguistas cognitivos argumentam que o conhecimento da linguagem é derivado dos padrões de uso da linguagem e, além disso, que o conhecimento da linguagem é o conhecimento de como a linguagem é usada." (tradução livre) p. 110

### Crítica em psicolinguística
Numerosos experimentos com bebês nas últimas duas décadas mostraram que eles são capazes de segmentar palavras (freqüentemente sequências de sons que ocorrem simultaneamente) de outros sons em um fluxo de sílabas sem sentido. Isso, juntamente com os resultados computacionais de que as redes neurais recorrentes podem aprender padrões semelhantes à sintaxe, resultou em um amplo questionamento das suposições nativistas subjacentes ao trabalho psicolinguístico até os anos noventa.
De acordo com o lingüista experimental NS Sutherland, a tarefa da psicolinguística não é confirmar a descrição de Chomsky da competência lingüística realizando experimentos. É fazendo experimentos, para descobrir quais são os mecanismos que estão por trás da competência linguística. A psicolinguística geralmente rejeita a distinção entre desempenho e competência.
Os psicolinguistas também condenaram a distinção entre competência e desempenho na capacidade de modelar o diálogo:
O diálogo não se coaduna com a distinção competência / desempenho assumida pela maioria da linguística generativa (Chomsky, 1965), porque é difícil determinar se um determinado enunciado é "bem formado" ou não (ou mesmo se essa noção é relevante para o diálogo). O diálogo é inerentemente interativo e contextualizado.